# Decticelle trompeuse
Pholidoptera fallax
Espèce
La decticelle trompeuse, Pholidoptera fallax, est une espèce de sauterelles de la famille des Tettigoniidae.
Synonymie
- Pholidoptera austriacus (Türk, 1860)
- Thamnotrizon austriacus Türk, 1860
- Thamnotrizon fallax Fischer von Waldheim, 1853

## Distribution
Europe : France (où elle n'a été revue que dans les Alpes-Maritimes), Italie (Sardaigne et Sicile comprises), Suisse, Autriche, pays de l'ex-Yougoslavie, République tchèque, Slovaquie, Hongrie, Roumanie, Bulgarie, Grèce.

## Description

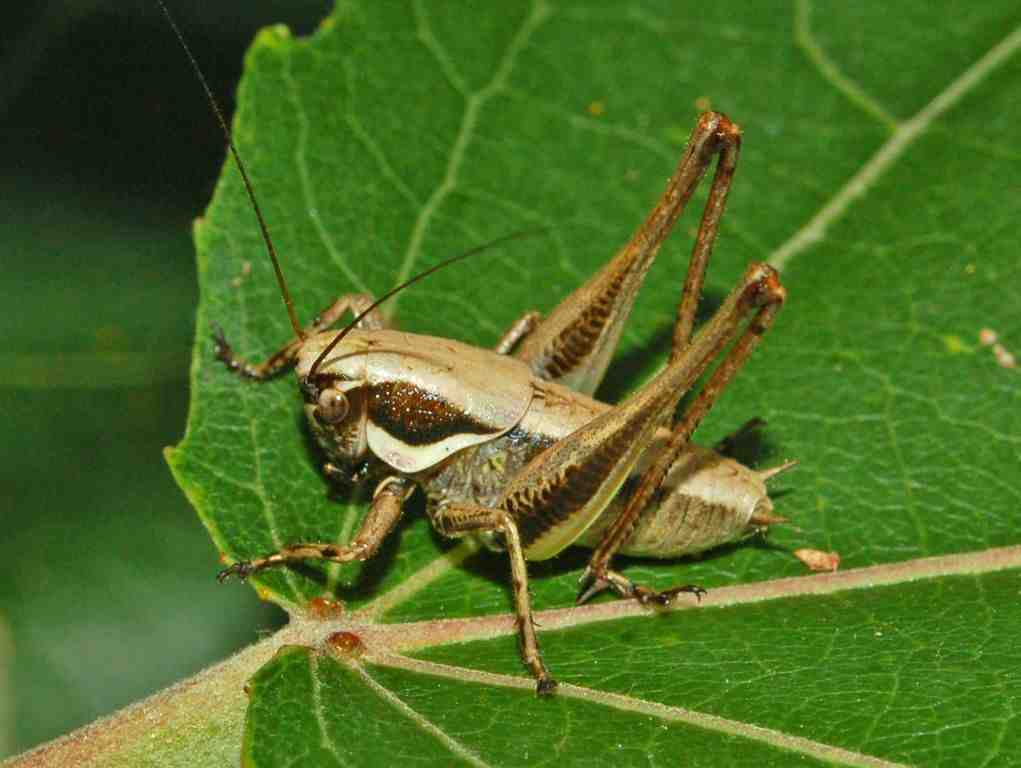
Pholidoptera fallax - mâle.

La longueur du corps varie entre 15 et 18 mm pour les mâles, entre 17 et 23 mm pour les femelles. Les Decticelles trompeuses sont de couleur brun foncé. Les lobes latéraux du pronotum sont noirs et nettement délimités par une bande blanche à leur marge. La partie arrière du pronotum recouvre environ le premier tiers des tegmina, eux-mêmes très courts. L'oviscapte de la femelle est légèrement courbé et mesure entre 11 et 13 mm de long.